# Barbula francii
Barbula francii är en bladmossart som beskrevs av Thériot 1921. Barbula francii ingår i släktet neonmossor, och familjen Pottiaceae. Inga underarter finns listade i Catalogue of Life.